# Triuchino
Triuchino (ros. Трюхино) – wieś (sieło) w Rosji, w obwodzie kurgańskim, w rejonie makuszyńskim. W 2010 liczyła 108 mieszkańców.